# گرادفس
گرادفس (به اسپانیایی: Gradefes) یک دهستان اسپانیا است که در استان لئون، اسپانیا واقع شده‌است.

## خصوصیات
گرادفس ۲۰۵٫۸۶ کیلومترمربع مساحت و ۱٬۰۷۶ نفر جمعیت دارد و ۸۵۲ متر بالاتر از سطح دریا واقع شده‌است.